# إليانور هولمز نورتون
إليانور هولمز نورتون (من مواليد 13 يونيو 1937) هي سياسية أمريكية من أصول أفريقية تعمل كمندوبة ليس لها حق التصويت في مجلس النواب الأمريكي، وتمثل مقاطعة كولومبيا. كعضوة ليس لها حق التصويت، قد تعمل نورتون في اللجان، وتقدم التشريعات، وكذلك التحدث في قاعة مجلس النواب؛ ومع ذلك، لا يُسمح لها بالتصويت على التمرير النهائي لأي تشريع. هي عضو في الحزب الديمقراطي.

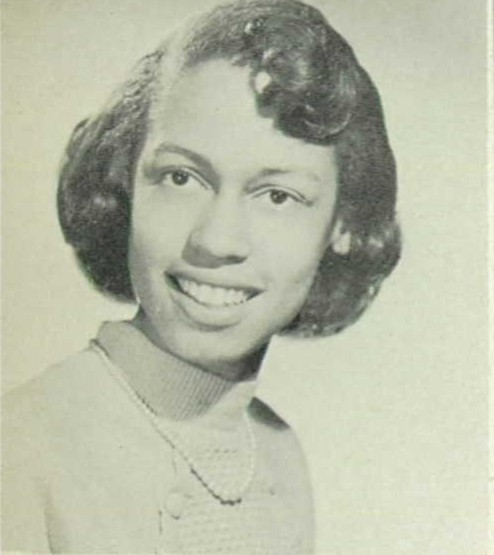
دخول إليانور ك.هولمز (لاحقًا نورتون) في الكتاب السنوي لمدرسة دنبار الثانوية لعام 1955

## النشأة والتعليم
ولدت إليانور هولمز نورتون في واشنطن العاصمة، وهي ابنة فيلا (ني لينش)، وهي مدرسة، وكولمان هولمز، موظف مدني. عندما كانت طالبة في مدرسة دنبار الثانوية، تم انتخابها رئيسة للصف المبتدئين وكانت عضوًا في جمعية الشرف الوطنية. التحقت بكلية أنطاكية (بكالوريوس 1960)، جامعة ييل (ماجستير في الدراسات الأمريكية 1963) وكلية الحقوق بجامعة ييل (ليسانس الحقوق 1964).
أثناء وجودها في الكلية ومدرسة الدراسات العليا، كانت نشطة في حركة الحقوق المدنية ومنظم للجنة التنسيق الطلابية اللاعنفية. بحلول الوقت الذي تخرجت فيه من أنطاكية، كانت قد اعتقلت بالفعل بسبب تنظيمها والاشتراك في اعتصامات في واشنطن العاصمة وماريلاند وأوهايو.